# 유해양
광천왕 유해양(廣川王 劉海陽, ? ~ ?) 또는 유여양(劉汝陽)은 중국 전한의 제후왕으로, 마지막 광천왕이다. 광천대왕 유문의 아들이다.

## 생애
광천대왕 2년(기원전 65년)에 아버지가 죽자 광천왕을 계승했다.
광천왕 해양 15년(기원전 50년), 집에 남녀가 벌거벗고 성교하는 그림을 그리고는 아버지의 자매들을 불러서 주연을 열고 그 그림을 보게 했다. 이는 동양사에서 춘화의 시초로 여겨진다. 또 시집간 여동생을 불러다 총애하는 신하와 간통하게 했고, 종제 유조(劉調) 등과 함께 일가 세 명을 죽였다. 이 죄 때문에 감로 4년(기원전 50년)에 폐위돼 방릉으로 유배됐고, 광천나라는 폐지됐다. 후에 광천혜왕의 증손 유유를 광덕왕으로 삼아 광천혜왕의 후사를 삼았다.